# Coppa dei Balcani 1931 (nazionali)
La Coppa dei Balcani 1931 (1931 Balkan Cup) fu la seconda edizione della Coppa dei Balcani, competizione calcistica per nazioni. La competizione si svolse in Bulgaria dal 30 settembre al 4 ottobre 1931 e vide la partecipazione di tre squadre: Bulgaria, Jugoslavia e Turchia.

## Formula
- Qualificazioni

Nessuna fase di qualificazione. Le squadre sono qualificate direttamente alla fase finale.
- Fase finale

Girone unico - 3 squadre, giocano partite di sola andata. La vincente si laurea campione dei Balcani.

## Stadi
| Sofia | Sofia         |
| ----- | ------------- |
| Sofia | Stadio Slavia |
| Sofia | Capienza: -   |
| Sofia |               |

## Squadre partecipanti
| Pr. | Squadra    | Data di qualificazione certa | Partecipante in quanto | Partecipazioni precedenti al torneo | Ultima presenza |
| --- | ---------- | ---------------------------- | ---------------------- | ----------------------------------- | --------------- |
| 1   | Bulgaria   | -                            | Qualificata di diritto | 1 (1929-1931)                       | 1929-1931       |
| 2   | Jugoslavia | -                            | Qualificata di diritto | 1 (1929-1931)                       | 1929-1931       |
| 3   | Turchia    | -                            | Qualificata di diritto | -                                   | Esordiente      |

Nella sezione "partecipazioni precedenti al torneo", le date in grassetto indicano che la nazione ha vinto quella edizione del torneo, mentre le date in corsivo indicano la nazione ospitante.

## Fase finale

### Girone unico

#### Classifica
| Pos | Squadra    | P.ti | G | V | N | P | GF | GS | DR |
| --- | ---------- | ---- | - | - | - | - | -- | -- | -- |
| 1   | Bulgaria   | 4    | 2 | 2 | 0 | 0 | 8  | 3  | +5 |
| 2   | Turchia    | 2    | 2 | 1 | 0 | 1 | 3  | 5  | -2 |
| 3   | Jugoslavia | 0    | 2 | 0 | 0 | 2 | 2  | 5  | -3 |

#### Risultati
| Arbitro: | Ivancsics |

|                                                     |           |           |
| Lozanov 4’ Panchev 50’, 76’ Stoyanov 56’ Peshev 80’ | Marcatori | 71’ Yeten |

| Arbitro: | Ivancsics |

|                     |           |  |
| Erkal 7’ Arıcan 25’ | Marcatori |  |

| Arbitro: | Ivancsics |

|                                     |           |                            |
| Lozanov 50’ Angelov 56’ Panchev 86’ | Marcatori | 3’ Tirnanić 50’ Marjanović |

## Statistiche

### Classifica marcatori
3 reti
- Asen Panchev

2 reti
- Mihail Lozanov

1 rete
- Lyubomir Angelov
- Asen Peshev
- Velcho Stoyanov
- Aleksandar Tirnanić
- Blagoje Marjanović
- Hakkı Yeten
- Rebii Erkal
- Fikret Arıcan